# Torna och Bara domsagas tingslag
Torna och Bara domsagas tingslag var mellan 1900 och 1971 ett tingslag. Tingsplatsen var till 1958 Dalby med Lund som kansliort. 1958 flyttade häradsrätten till nya lokaler i Lund. Tingslaget utgjorde  en egen domsaga, Torna och Bara häraders domsaga och omfattade de socknar som ingick i häraderna. 1971 uppgick större delen av tingslaget i Lunds domsaga och häradsrätten uppgick i Lunds tingsrätt.

## Administrativ historik
Tingslaget bildades 1900 genom sammanslagning av Torna härads tingslag och Bara härads tingslag som inledningsmässigt hade som tingsplats Torna härads tingsplats i Dalby och Lund som kansliort. 1952 överfördes området för den då bildade Blentarps landskommun till Färs tingslag och Vombs socken från samma härad överfördes till detta tingslag. 1958 flyttade häradsrätten till nya lokaler i Lund. 1969 ändrades domsagan omfattning då områden som senare kom att bilda Kävlinge kommun tillfördes från Landskrona domsaga. 1971 uppgick häradsrätten i Lunds tingsrätt tingslaget i och tingslaget uppgick i Lunds domsaga med följande undantag: de områden som kom att bilda Lomma och Burlövs kommuner, vilka övergick till Malmö domsaga, samt de socknar som före 1977 ingick i Bara kommun (från 1977 i Svedala kommun), vilka övergick till Trelleborgs domsaga).